# Tata (film din 1989)
Tata (titlu original: în engleză Dad) este un film american dramatic de comedie din 1989 regizat de Gary David Goldberg. Rolurile principale au fost interpretate de actorii Jack Lemmon, Ted Danson, Olympia Dukakis, Kathy Baker, Kevin Spacey și Ethan Hawke.
Se bazează pe romanul cu același nume al lui William Wharton. Coloana sonoră originală a fost compusă de James Horner. Filmul a fost produs de Amblin Entertainment și distribuit de Universal Pictures.

## Distribuție
- Jack Lemmon – Jake Tremont
  - Fiul lui Lemmon Chris – tânărul Jake în amintiri
- Ted Danson – John Tremont
  - Justin Peterson – tânărul John
- Olympia Dukakis –  Bette Tremont
  - Gina Raymond – tânăra Bette
- Kathy Baker – Annie Tremont
  - Sprague Grayden –  Young Annie
- Kevin Spacey – Mario
- Ethan Hawke –  Billy Tremont
- Zakes Mokae – Dr. Chad
- J. T. Walsh – Dr. Santana
- Peter Michael Goetz – Dr. Ethridge
- Richard McGonagle –  Victor Walton

## Producție
Cheltuielile de producție s-au ridicat la 19 milioane $.

## Lansare și primire
A avut încasări de 27 milioane  $. Are în prezent un rating de 58% pe Rotten Tomatoes, bazat pe 12 critici cu o medie ponderată de 5,5/10.